# Zibo
Zibo, tidigare romaniserat Tzepo, är en stad på prefekturnivå i Shandong-provinsen i norra Kina. Den ligger omkring 90 kilometer öster om provinshuvudstaden Jinan.
Det är en av de största städerna i Shandong och folkmängden i storstadsområdet uppgick till cirka 4,5 miljoner invånare vid folkräkningen 2010.

## Historia
Zibo bildades efter det andra kinesisk-japanska krigets slut 1945, då gruvdistrikten i Boshan och Zichuan slogs samman till "Zibos särskilda distrikt" (kinesiska:  淄博特区?, pinyin: Zībó tèqū), vilket ombildades till en stad 1952. 1955 införlivades staden Zhangzhou, som bestod av nuvarande Zhangdian och Zhoucun, och häradet Zibo med orten. 1958 införlivades även Zichuans härad och 1969 blev Linzi härad en del av Zibo.

## Administrativ indelning
Idag omfattar staden fem stadsdistrikt (qū) samt tre härad (xiàn). Zhangdian är huvudort och säte för stadsfullmäktige.
- Stadsdistriktet Boshan (博山区)
- Stadsdistriktet Linzi (临淄区)
- Stadsdistriktet Zhangdian (张店区)
- Stadsdistriktet Zhoucun (周村区)
- Stadsdistriktet Zichuan (淄川区)
- Häradet Gaoqing (高青县)
- Häradet Huantai (桓台县)
- Häradet Yiyuan (沂源县)

### Orter
Zibo är egentligen ingen enhetlig stad utan består av några separata, större orter samt en mängd andra mindre orter och byar i deras omgivningar. Zibos administrativa centrum är Zhangdian, som även är den befolkningsmässigt största orten. 
De folkrikaste orterna inom Zibos stadsprefektur är (med folkmängd vid folkräkningen 2000):
1. Zhangdian¹ (322 694)
2. Zhoucun¹ (150 756)
3. Linzi¹ (140 331)
4. Nanma² (113 101)
5. Zichuan¹ (110 941)
6. Boshan¹ (109 820)
7. Nanding² (98 458)
8. Suozhen² (81 444)
9. Nanwang² (72 341)

¹Tätbefolkad ort som är indelad i minst två gatuområden (jiēdào).
²Köping (zhèn). Kan inkludera landsbygd inom den administrativa gränsen.

## Klimat
Genomsnittlig årsnederbörd är 769 millimeter. Den regnigaste månaden är juli, med i genomsnitt 284 mm nederbörd, och den torraste är januari, med 7 mm nederbörd.